# Alexandru Mățan
Alexandru Irinel Mățan, né le 29 août 1999 à Galați en Roumanie, est un footballeur roumain qui joue au poste de milieu offensif au Panetolikós.

## Biographie

### En club
Né à Galați en Roumanie, Alexandru Mățan est formé à l'Académie Gheorghe Hagi, il rejoint en 2016 le Viitorul Constanța. Il fait ses débuts en première division le 6 mai 2016 et inscrit son premier but à cette occasion contre le Dinamo Bucarest. En septembre 2019, il est prêté au FC Voluntari jusqu'à l'issue de la saison 2020-2021, au cours de laquelle il participe à vingt-six rencontres.
Le 8 mars 2021, alors que le New York City FC semblait en bonne position pour transférer le jeune roumain, Alexandru Mățan signe au Crew de Columbus, tenant du titre en Major League Soccer. Bien qu'il participe à trente rencontres au cours de la saison 2021, son temps de jeu chute significativement en 2022 alors qu'il fait seulement sept apparitions. Par conséquent, le 9 août 2022, il est prêté dans son pays natal au Rapid Bucarest jusqu'à la fin de la saison 2022, le club roumain disposant d'une option d'achat pour conserver le joueur en 2023.
Mățan fait son retour au Crew de Columbus en janvier 2023. Il inscrit son premier but pour le club le 19 mars 2023, lors d'une rencontre de MLS face aux Red Bulls de New York. Titulaire, il ouvre le score, mais ne peut empêcher la défaite de son équipe (2-1 score final).

### En sélection nationale
Avec l'équipe de Roumanie des moins de 19 ans, Alexandru Mățan se distingue le 14 novembre 2017 en inscrivant un quadruplé contre Gibraltar, participant grandement à la victoire de son équipe (0-8), et est également auteur d'un doublé le 21 mars 2018 contre la Serbie, permettant à son équipe de l'emporter (4-0).
Alexandru Mățan reçoit sa première sélection avec l'équipe de Roumanie espoirs le 13 juin 2017, contre le Liechtenstein. Il est titulaire lors de cette rencontre qui se solde par la victoire des siens (0-2).
Le 13 octobre 2020, il inscrit son premier but avec les espoirs, contre Malte. Il délivre également une passe décisive lors de cette rencontre. Ce match gagné 4-1 rentre dans le cadre des éliminatoires de l'Euro espoirs. L'année suivante, il participe à la phase finale du championnat d'Europe, organisé en Hongrie et en Slovénie. Lors de cette compétition, il joue trois matchs. Il se met en évidence lors du match contre la Hongrie, en marquant un but et en délivrant une passe décisive. Malgré un bilan honorable d'une victoire et deux nuls, la Roumanie est éliminée dès le premier tour.

## Statistiques
| Saison                | Club                  | Championnat           | Championnat | Championnat | Coupe(s) nationale(s) | Coupe(s) nationale(s) | Supercoupe | Supercoupe | Compétition(s) continentale(s) | Compétition(s) continentale(s) | Compétition(s) continentale(s) | Séries | Séries | Total | Total |
| Saison                | Club                  | Division              | M.          | B.          | M.                    | B.                    | M.         | B.         | Comp.                          | M.                             | B.                             | M.     | B.     | M.    | B.    |
| 2015-2016             | Viitorul Constanța    | Liga I                | 1           | 1           | 0                     | 0                     | -          | -          | -                              | -                              | -                              | -      | -      | 1     | 1     |
| 2016-2017             | Viitorul Constanța    | Liga I                | 0           | 0           | 0                     | 0                     | -          | -          | C3                             | 0                              | 0                              | -      | -      | 0     | 0     |
| 2017-2018             | Viitorul Constanța    | Liga I                | 14          | 1           | 1                     | 1                     | 1          | 0          | C1+C3                          | 0                              | 0                              | -      | -      | 16    | 2     |
| 2018-2019             | Viitorul Constanța    | Liga I                | 13          | 0           | 3                     | 1                     | -          | -          | C3                             | 4                              | 0                              | -      | -      | 20    | 1     |
| 2019-2020             | Viitorul Constanța    | Liga I                | 3           | 0           | 0                     | 0                     | 1          | 0          | C3                             | 2                              | 0                              | -      | -      | 6     | 0     |
| 2019-2020             | FC Voluntari (prêt)   | Liga I                | 25          | 1           | 1                     | 0                     | -          | -          | -                              | -                              | -                              | -      | -      | 26    | 1     |
| 2020-2021             | Viitorul Constanța    | Liga I                | 22          | 1           | 1                     | 0                     | -          | -          | -                              | -                              | -                              | -      | -      | 23    | 1     |
| Sous-total            | Sous-total            | Sous-total            | 53          | 3           | 5                     | 2                     | 2          | 0          | -                              | 6                              | 0                              | 0      | 0      | 66    | 5     |
| 2021                  | Crew de Columbus      | MLS                   | 28          | 0           | -                     | -                     | -          | -          | LCC                            | 2                              | 0                              | -      | -      | 30    | 0     |
| 2022                  | Crew de Columbus      | MLS                   | 6           | 0           | 1                     | 0                     | -          | -          | -                              | -                              | -                              | -      | -      | 7     | 0     |
| 2022-2023             | Rapid Bucarest (prêt) | Liga I                | 6           | 0           | 0                     | 0                     | -          | -          | -                              | -                              | -                              | -      | -      | 6     | 0     |
| 2023                  | Crew de Columbus      | MLS                   | 4           | 1           | 0                     | 0                     | -          | -          | LCup                           | -0                             | 0                              | -      | -      | 4     | 1     |
| Sous-total            | Sous-total            | Sous-total            | 38          | 1           | 1                     | 0                     | -          | -          | -                              | 2                              | 0                              | -      | -      | 41    | 1     |
| Total sur la carrière | Total sur la carrière | Total sur la carrière | 122         | 5           | 7                     | 2                     | 2          | 0          | -                              | 8                              | 0                              | 0      | 0      | 139   | 7     |

## Palmarès
| Viitorul Constanța (2)                                                                   | Crew de Columbus (3) |
| ---------------------------------------------------------------------------------------- | --- |
| - Coupe de Roumanie : - Vainqueur en 2019 - Supercoupe de Roumanie : - Vainqueur en 2019 | - Campeones Cup : - Vainqueur en 2021 - Finaliste en 2024 - Coupe MLS : - Vainqueur en 2023 - Coupe des Ligues : - Vainqueur en 2024 - Coupe des champions de la CONCACAF : - Finaliste en 2024 |